# László Bödör
László Bödör (Budapest, 17 agosto 1933) è un ex calciatore ungherese, di ruolo attaccante.

## Carriera

### Nazionale
Con la nazionale ungherese ha preso parte ai Mondiali 1962.

## Palmarès

### Club

#### Competizioni nazionali
- Campionato ungherese: 1

MTK Budapest: 1957-1958
- Coppa d'Ungheria: 1

Vasas: 1955

#### Competizioni internazionali
- Coppa Mitropa: 1

MTK Budapest: 1963